# Cleostrato de Ténedos
Este artículo trata sobre el astrónomo griego. Para el artículo sobre el cráter lunar, ver Cleostratus (cráter).
Cleostrato (en griego: Κλεόστρατος; 520 a. C.; posiblemente 432 a. C.) fue un astrónomo de la Grecia antigua. Se le considera el inventor del octaeteris, un ciclo de ocho años para alinear los ciclos lunares y solares.

## Semblanza
Era natural de Ténedos. Se cree a través de historiadores antiguos que introdujo el zodíaco (a partir de los signos de Aries y Sagitario) y el calendario solar en Grecia. Según J. Webb, Cleostrato tomó sus ideas de los babilonios.
Plinio el Viejo cita a Cleostrato en su Historia Natural como el primero en recoger en sus trabajos astronómicos una configuración de las constelaciones y del año solar al parecer mucho más antigua.
Censorino (De Die Natali, c. 18) considera que Cleostrato fue el inventor del octaeteris, o ciclo de ocho años. El nombre de Cleostrato está asociado con un ciclo de intercalación de ocho años para mantener los calendarios civiles griegos (de naturaleza lunar) alineados con el año solar, un ciclo que fue mejorado por Harpalus Censorinus en su obra De Die Natali, c. 18. Teofrasto (de Sign. Pluv., p. 239, ed. Basil. 1541) le menciona como observador meteorológico junto con Matricetas de Metimma y Phaeinus de Atenas. El octaeteris fue utilizado antes del Ciclo metónico de 19 años, y era popularmente atribuido a Eudoxo de Cnido. Higino (Poetica Astronomica, ii. 13) señala que Cleostrato fue el primero en mencionar las dos estrellas del Auriga denominadas Haedi.

## Reconocimientos
- El cráter lunar Cleostratus lleva este nombre en su memoria.